# Balanophyllia buccina
Espèce
Statut CITES
Balanophyllia buccina est une espèce de coraux appartenant à la famille des Dendrophylliidae.